# Чургеу (Муреш)
Чургеу (рум. Ciurgău) — село у повіті Муреш в Румунії. Адміністративно підпорядковане місту Лудуш.
Село розташоване на відстані 277 км на північний захід від Бухареста, 35 км на захід від Тиргу-Муреша, 49 км на південний схід від Клуж-Напоки, 149 км на північний захід від Брашова.

## Населення
За даними перепису населення 2002 року у селі проживали 90 осіб.
Національний склад населення села:
| Національність | Кількість осіб | Відсоток |
| -------------- | -------------- | -------- |
| угорці         | 52             | 57,8%    |
| румуни         | 20             | 22,2%    |
| цигани         | 18             | 20,0%    |

Рідною мовою назвали:
| Мова      | Кількість осіб | Відсоток |
| --------- | -------------- | -------- |
| угорська  | 51             | 56,7%    |
| румунська | 39             | 43,3%    |